# Kaili Blues
Pour les articles homonymes, voir Kaili.
Pour plus de détails, voir Fiche technique et Distribution.
Kaili Blues (chinois simplifié : 路边野餐 ; pinyin : Lù biān yě Cān ; litt. « pique-nique au bord de la route ») est un film chinois réalisé par Bi Gan, sorti en 2015.
C'est le premier long métrage de Bi Gan. Il est présenté au Festival international du film de Locarno 2015 où il remporte le Prix du meilleur réalisateur émergent dans la section Concorso Cineasti del presente. Il remporte la Montgolfière d'or au Festival des trois continents 2015,.

## Synopsis
A Kaili, ville de la province du Guizhou dans le Sud de la Chine, Chen partage une officine médicale avec une femme âgée. Apprenant que son ancien amant agonise, elle demande à Chen de lui apporter quelques souvenirs de leur passé. Chen, qui comptait partir à la recherche de son neveu Wei-wei, prend la route.

## Production
La plupart des membres du casting sont des résidents locaux qui étaient des acteurs non professionnels. Bi Gan a intégré le quotidien des acteurs dans le développement et l'écriture de leurs personnages. Le personnage principal, Chen Sheng, est interprété par l’oncle de Bi Gan, Chen Yongzhong, qui, à l’instar du personnage, est un ancien gangster,.
Bi Gan a principalement tourné Kaili Blues dans sa ville natale de Kaili. Les scènes à Dangmai ont été filmées dans le village voisin de Ping Liang. Le budget du film a été épuisé après la réalisation du plan-séquence de 41 minutes à Dangmai. Pour terminer le film, Bi Gan a réuni une petite équipe afin de tourner le reste du film avec une caméra portable Blackmagic Pocket Cinema Camera.
Bi Gan avait initialement proposé le titre Huang ran lu, d’après le roman Le Livre de l’intranquillité de l’écrivain portugais Fernando Pessoa. Cependant, ce titre a été rejeté car jugé trop sombre. Le titre chinois du film provient du roman Pique-nique au bord du chemin des frères Strougatski, adapté par Tarkovski dans le film Stalker (1979).

## Fiche technique
- Titre original : 路边野餐, Lù biān yě Cān (littéralement pique-nique au bord de la route)
- Titre français : Kaili Blues
- Réalisation et scénario : Bi Gan
- Photographie : Wang Tianxing
- Musique : Lim Giong
- Pays d'origine :  Chine
- Format : couleurs - 35 mm
- Genre : drame
- Durée : 113 minutes
- Date de sortie :
  - Suisse : 11 août 2015 (Festival international du film de Locarno)
  - France : 24 février 2016

## Distribution
- Yongzhong Chen : Chen Shen
- Yue Guo : Yang Yang
- Linyan Liu : Zhang Xi
- Feiyang Luo : Wei-wei (jeune)
- Lixun Xie : Crazy Face
- Zhuohua Yang : moine
- Shixue Yu : Wei-wei (âgé)
- Daqing Zhao : vieux docteur

## Distinctions
- Festival international du film de Locarno 2015 : Prix du meilleur réalisateur émergent
- Festival des trois continents 2015 : Montgolfière d'or